# Julien Vartet
Julien Vartet, de son vrai nom Jean-Maurice Vacher, est un romancier et un dramaturge français né le 29 mars 1911 et mort le 13 mai 2000.

## Biographie
Avant d'être un auteur dramatique à succès, Julien Vartet fut un industriel reconnu. Pendant la Seconde Guerre mondiale, il fonda les Laboratoires industries de Clermont-Ferrand dont le but était de récupérer les huiles usagées pour alimenter principalement l'activité industrielle de Michelin. À la Libération, il transféra sa société en région parisienne sur l'île Saint-Denis. Rebaptisée Huiles Labo, elle se  spécialisa dans les lubrifiants automobiles et industriels. Par la suite, Julien Vartet acquit les bougies automobiles KLG et Eyquem (fabriquées à Chazelles-sur-Lyon), la société Géosyl (produits d'entretien) et créa KWAS destiné à la moto.
En 1986, il revendit la totalité des parts qu'il possédait encore dans ces sociétés, ce qui lui permit d'acquérir les théâtres parisiens de la Potinière et Édouard VII puis les Mathurins, où il faisait jouer ses propres pièces.
Julien Vartet est inhumé auprès de sa mère et de son fils au cimetière de Cergy (Val-d'Oise), où il possédait le château de Gency jouxtant la propriété de l'acteur Gérard Philipe. 
Ses pièces ont été jouées dans les principaux théâtres parisiens par des comédiens aussi variés que Pierre Dux, Paul Guers, Alain Mottet, Gabriel Cattand, Raymond Acquaviva, Claude Gensac, Jacques Dufilho, Bernadette Lafont, Daniel Prévost, Raymond Souplex, Renée Saint-Cyr, Odette Laure ou Christian Marin.
Il a remporté le prix du Quai des Orfèvres en 1979 pour son roman Le Déjeuner interrompu.

## Théâtre, Auteur
- 1967 : Décibel, théâtre de la Madeleine
- 1969 : L'Ascenseur électrique, théâtre de la Renaissance
- 1976 : La Frousse, mise en scène René Clermont, Studio des Champs-Élysées (diffusé à la télévision dans Au théâtre ce soir)
- 1989 : Point de feu sans fumée, mise en scène Jean-Paul Tribout, théâtre Édouard VII
- 1991 : Un château au Portugal, mise en scène Idriss, Studio des Champs-Élysées, avec Claude Jade et Bernard Woringer
- 1992 : Zizanie, mise en scène Raymond Acquaviva, théâtre de la Potinière
- 1993 : La Frousse, mise en scène Raymond Acquaviva, théâtre Édouard VII
- 1993 : Durant avec un T, mise en scène Daniel Colas, théâtre Édouard VII
- 1994 : La Nuit à Barbizon, mise en scène Gérard Savoisien, théâtre Édouard VII
- 1996 : Cinéma parlant, mise en scène Daniel Colas, théâtre des Mathurins
- 1996 : Archibald, mise en scène Daniel Colas, théâtre Édouard VII
- 1997 : Ce que femme veut, mise en scène Raymond Acquaviva, théâtre des Mathurins
- 1997 : Grison IV, mise en scène Gérard Savoisien, théâtre des Mathurins
- 1998 : Archibald, mise en scène de l'auteur, théâtre des Mathurins
- 1998 : La Frousse, mise en scène de l'auteur, théâtre des Mathurins
- 1998 : Les Cinémas de la rue d'Antibes, mise en scène de l'auteur, théâtre Édouard VII